# Жиланди (Байдібека район)
Жиланди́ (каз. Жыланды) — село у складі району Байдібека Туркестанської області Казахстану. Входить до складу Боралдайського сільського округу.
Населення — 726 осіб (2021; 795 у 2009, 747 у 1999, 752 у 1989).